# Roccabascerana
Roccabascerana est une commune de la province d'Avellino dans la région Campanie en Italie.

## Administration
| Période                                  | Période | Identité | Étiquette | Qualité |
| ---------------------------------------- | ------- | -------- | --------- | ------- |
|                                          |         |          |           |         |
| Les données manquantes sont à compléter. |         |          |           |         |

### Hameaux
Tuoro, Cassano Caudino, Squillani, Zolli, Tufara Valle

### Communes limitrophes
Arpaise, Ceppaloni, Montesarchio, Pannarano, Pietrastornina, San Martino Valle Caudina